# 2021-es sakkvilágbajnokság
A 2021-es sakkvilágbajnokság a Nemzetközi Sakkszövetség (FIDE) által szervezett, 2020-ról elhalasztott versenysorozat, amely az elért helyezések alapján a világkupán való indulásra jogosító zónaversenyekből és kontinensbajnokságokból, a világbajnokjelöltek versenyén való részvételhez kvalifikációt biztosító 2019-es világkupaversenyből, a 2019 folyamán lezajlott Grand Prix versenysorozatból, a 2019-ben első ízben megrendezett FIDE Grand Swiss svájci rendszerű versenyből és a nyolc legjobb versenyző részvételével rendezett világbajnokjelölti versenyből, valamint a világbajnoki döntőből áll.
A világbajnoki döntőt eredetileg 2020 második félévére tervezték, azonban a koronavírus-járvány miatt 2021-re halasztották. Az elhalasztott világbajnoki döntőre 2021. november 24. – december 10. között Dubajban került sor.
A kvalifikációs versenysorozat végén a világbajnokjelölti verseny győztese, az orosz Jan Nyepomnyascsij szerzett jogot arra, hogy a világbajnokság döntőjében megmérkőzzön a címvédő norvég Magnus Carlsennel. Az alapszakaszban a 2006 óta 12 játszmás világbajnoki döntő játszmáinak számát 2021-ben 14 játszmásra emelték.
Magnus Carlsen ismét, ezúttal negyedszer is megvédte világbajnoki címét, miután a döntőben már a 11. játszma után megszerezte a trónvédéshez szükséges 7,5 pontot.

## Kvalifikációs versenyek

### Kontinensbajnokságok és zónaversenyek
A versenysorozat első lépcsői a kontinensbajnokságok és a zónaversenyek, amelyeken a sakkvilágkupán való részvételre lehet kvalifikációt szerezni.
A 2021-es sakkvilágbajnoki ciklusban a négy kontinensbajnokságról összesen 66 fő, a Nemzetközi Sakkszövetség (FIDE) által meghatározott zónák versenyeiről összesen 26 fő szerezhetett kvalifikációt. Jogosultságot szerzett az indulásra 18 fő az aktuális Élő-pontszáma, négy fő az előző sakkvilágkupán elért eredménye alapján (az elődöntősök), a női sakkvilágbajnok, a legutóbbi két junior sakkvilágbajnok, a Professzionális Sakkozók Szervezete (ACP) által szervezett versenysorozat pontversenyének győztese, valamint a FIDE-elnök öt és a szervezőbizottság négy szabadkártyása is.

### A sakkvilágkupa
A 2019-es sakkvilágkupa a 128 kvalifikációt szerzett versenyző között kieséses rendszerű páros mérkőzések keretében zajlott 2019. szeptember 9. – október 4. között az oroszországi Hanti-Manszijszkban. A versenyt az azeri Tejmur Radzsabov nyerte, miután a döntőben többszöri rájátszás után 6–4 arányú győzelmet aratott a kínai Ting Li-zsen ellen. Ők ketten jutottak tovább a világbajnokjelöltek versenyébe.

### Grand Prix versenysorozat
A FIDE Grand Prix egy négy tornából álló kiemelt erősségű versenysorozat a Nemzetközi Sakkszövetség (FIDE) szervezésében, amely 2019 folyamán zajlott. A Grand Prix résztvevői az előző sakkvilágkupán elért eredményeik, valamint aktuális Élő-pontszámuk alapján a világ legerősebb játékosai közül kerültek kiválasztásra. A 2019-es Grand Prix négy versenyből állt, a 21 részvételre jogosult versenyzőnek ezek közül három versenyen kellett indulnia. A Grand Prix lebonyolítása változott a korábbi évekhez képest: az eddigi körmérkőzéses tornák helyett kieséses rendszerű páros mérkőzések zajlottak.
A versenyeken elért helyezések után járó pontok összesített eredménye alapján az első két helyezett, Alekszandr Griscsuk és Jan Nyepomnyascsij szerzett jogot a világbajnokjelöltek versenyén való indulásra.

### FIDE Grand Chess Swiss
2019-ben első alkalommal rendezték meg a 2019-es FIDE Chess.com Grand Swiss svájci rendszerű tornát, amelyen a 2018. július–2019. június közötti átlag-Élő-pontszám alapján a világranglista első 100 helyezettje kapott meghívást. A résztvevők körét kiegészítették a junior, a női és a szenior világbajnokokkal, a kontinensbajnokságokról 12 fővel, az ACP Tour versenysorozat győztesével és szabadkártyásokkal. A tornát 154 fővel rendezték meg 2019. október 10–21. között Isle of Man szigetén. A torna győztese a kínai Vang Hao szerzett kvalifikációt a világbajnokjelöltek versenyén való indulásra.

### Átlagos Élő-pontszám
A világbajnoki szabályzat szerint a 2019. február–2020. január közötti átlagos Élő-pontszáma alapján a világranglistán legelőkelőbb helyen álló azon versenyző, aki más módon nem szerzett kvalifikációt, vehet részt a világbajnokjelöltek versenyén. A korábbi évektől eltérően, a Grand Swiss torna belépésével ebben a világbajnoki ciklusban csak egy versenyző szerezhetett ilyen formán kvalifikációt. Ennek a feltételnek a holland Anish Giri felelt meg.

## A világbajnokjelöltek versenye
A világbajnokjelöltek versenyét 2020. március 15–április 5. között az oroszországi Jekatyerinburgba tervezték, ahol a verseny a kvalifikációt szerző nyolc résztvevő között kétfordulós körmérkőzés során dőlt volna el. Az orosz kormány a koronavírus-járvány miatt március 27-től több országgal megszakította a személyi légi közlekedést, ezért a FIDE március 26-án, a 7. fordulót követően felfüggesztette a versenyt. Az első hét forduló eredményei érvényben maradtak, és a folytatást a járványveszély elmúltával 2021-ben a 8. fordulóval kezdték. 2021. február 15-én a FIDE bejelentette, hogy a tornát április 19-től az eredeti helyszínen folytatják.
| Kvalifikáció | Versenyző                                  | Ország                    | Élő-p. (2020. 03.) |
| --- | ------------------------------------------ | ------------------------- | ------------------ |
| A 2018-as sakkvilágbajnokság vesztese | Fabiano Caruana                            | Amerikai Egyesült Államok | 2842               |
| A 2019-es sakkvilágkupa két döntőse | Tejmur Radzsabov visszalépett              | Azerbajdzsán              | 2765               |
| A 2019-es sakkvilágkupa két döntőse | Ting Li-zsen                               | Kína                      | 2805               |
| A FIDE Grand Prix 2019 két első helyezettje | Alekszandr Griscsuk                        | Oroszország               | 2777               |
| A FIDE Grand Prix 2019 két első helyezettje | Jan Nyepomnyascsij                         | Oroszország               | 2774               |
| A 2019-es FIDE Chess.com Grand Swiss első helyezettje | Vang Hao                                   | Kína                      | 2762               |
| A legmagasabb átlagos Élő-pontszámmal rendelkező versenyző a kvalifikációt szerzetteken kívül (a 2019. február és 2020. január közötti 12 hónap átlagos Élő-pontszáma alapján) | Anish Giri                                 | Hollandia                 | 2763               |
| A legmagasabb átlagos Élő-pontszámmal rendelkező versenyző a kvalifikációt szerzetteken kívül (a 2019. február és 2020. január közötti 12 hónap átlagos Élő-pontszáma alapján) | Maxime Vachier-Lagrave (Radzsabov helyett) | Franciaország             | 2767               |
| A szervezőbizottság szabadkártyása | Kirill Alekszejenko                        | Oroszország               | 2698               |

A szabadkártyás kiválasztása az alábbi eredményt elérők közül volt lehetséges:
- A 2019-es sakkvilágkupa 3. helyezettje (Maxime Vachier-Lagrave);
- A 2019-es FIDE Chess.com Grand Swiss legmagasabban helyezett, kvalifikációt nem szerző versenyzője (Kirill Alekszejenko);
- A FIDE Grand Prix 2019 legmagasabban helyezett, kvalifikációt nem szerző versenyzője (Maxime Vachier-Lagrave);
- A legmagasabb átlagos Élő-pontszámmal rendelkező, kvalifikációt nem szerző versenyző (Anish Giri vagy Maxime Vachier-Lagrave).

2019. december 23-án az Orosz Sakkszövetség elnöke bejelentette, hogy a világbajnokjelöltek versenyének szervezőbizottsága Kirill Alekszejenko részére adja a szabadkártyát. A döntést azzal indokolta, hogy a versenyt Oroszországban rendezik, és ezért orosz versenyzőt részesítenek előnyben. A döntést nyílt levélben kifogásolta Maxime Vachier-Lagrave menedzsmentje, tekintettel arra, hogy két orosz versenyző már a résztvevők között van, ugyanakkor a szabadkártyás kiválasztásának szempontjai szerint Lagrave két szempont alapján is jogosult lenne. 2020. február 1-én a Nemzetközi Sakkszövetség hivatalosan is bejelentette a világbajnokjelöltek versenyének indulóit, köztük Kirill Alekszejenkót.

### A koronavírus-járvány hatása
A világszerte terjedő koronavírus-járvány miatt Tejmur Radzsabov kérte a világbajnokjelöltek versenyének elhalasztását. A torna szervezői a kérésének nem tettek eleget, ezért Radzsabov visszalépett a versenytől. Helyére a francia Maxime Vachier-Lagrave került, aki az előző évi átlagos Élő-pontszáma alapján lett kiválasztva.
Kérdéses volt a tornára kvalifikációt szerző két kínai versenyző, Ting Li-zsen és Vang Hao indulása. Február 19-én Oroszország részlegesen megtiltotta kínai állampolgárok belépését az ország területére. A két kínai versenyző humanitárius vízummal már jóval a torna kezdete előtt, március 2-án megérkezett Moszkvába, és kéthetes karanténba vonult.
A Nemzetközi Sakkszövetség (FIDE) március 6-án bejelentette, hogy a járvány miatt a világbajnokjelöltek versenyének elhalasztása csak a rendező ország hozzájárulásával lehetséges. Egyidejűleg kijelentette, hogy a torna nem nagy létszámú versenyzővel, hanem csupán nyolc fővel zajlik, akiknek az egészsége és  biztonsága érdekében speciális rendszabályokat vezetnek be:
1. A belépésnél ellenőrző ponton kell mindenkinek áthaladnia, ahol ellenőrzik az egészségi állapotát, a testhőmérsékletét.
2. A verseny egész ideje alatt alkoholalapú kéztisztító készüléknek kell rendelkezésre állnia.
3. Folyamatosan megfelelő mennyiségű arcmaszknak kell rendelkezésre állni, amelynek viselését szükség esetén elrendelhetik.
4. A nézők és a játékosok között legalább 15 méter távolságnak kell lennie. (Később a rendezők egészségügyi megfontolások miatt úgy döntöttek, hogy a nézők nem léphetnek be a verseny helyszínére.)[26]
5. A játék előtti és utáni kézfogás nem kötelező.
6. Maszkokat és fertőtlenítőszereket kell biztosítani minden olyan szállodai szobában, ahol a résztvevők és a tisztviselők tartózkodnak, valamint a versenyen használt összes járműben.

A járvány terjedése miatt a tornát a 7. fordulót követően felfüggesztették.

### A világbajnokjelöltek egymás elleni eredményei
A világbajnokjelölti versenyen résztvevő nyolc versenyző közül a verseny kezdetéig egymás ellen játszott hagyományos időbeosztású játszmákat figyelembe véve a legjobb eredménnyel Maxime Vachier-Lagrave rendelkezett, aki 19 alkalommal győzött riválisai ellen, és csak 14 alkalommal szenvedett vereséget, 77 döntetlen mellett. Őt Ting Li-zsen (15 győzelem, 11 vereség, 60 döntetlen) és Vang Hao (14 győzelem, 11 vereség, 23 döntetlen) követte. Anish Giri 14–14-re állt 84 döntetlen mellett, a többiek a verseny előtt negatív mérleggel rendelkeztek az egymás elleni eredményeiket tekintve. Érdekesség, hogy Alekszejenko korábban még nem játszott hagyományos időbeosztású játszmát Ting Li-zsen ellen, Nyepomnyascsijjal és Caruanával pedig egyáltalán nem került még szembe.
|   | Versenyző              | Élő-p. | VR.h.[28] | Lagrave  | Ting     | Giri     | Griscsuk | Alekszejenko | Nyepomnyascsij | Vang    | Caruana  | Össz.      |
| - | ---------------------- | ------ | --------- | -------- | -------- | -------- | -------- | ------------ | -------------- | ------- | -------- | ---------- |
| 1 | Maxime Vachier-Lagrave | 2767   | 8.        |          | 4−2 (10) | 3–3 (23) | 1–2 (14) | 1–0 (0)      | 5–1 (7)        | 1–0 (2) | 4–6 (21) | 19–14 (77) |
| 2 | Ting Li-zsen           | 2805   | 3.        | 2–4 (10) |          | 2–2 (20) | 2–0 (8)  | 0–0 (2)      | 1–1 (7)        | 6–2 (7) | 2–2 (6)  | 15–11 (60) |
| 3 | Anish Giri             | 2763   | 11.       | 3–3 (23) | 2–2 (20) |          | 2–1 (11) | 1–0 (0)      | 3–2 (2)        | 1–3 (3) | 2–3 (25) | 14–14 (84) |
| 4 | Alekszandr Griscsuk    | 2777   | 4.        | 2–1 (14) | 0–2 (8)  | 1–2 (11) |          | 1–0 (1)      | 2–2 (6)        | 1–2 (5) | 3–3 (11) | 10–12 (56) |
| 5 | Kirill Alekszejenko    | 2698   | 39.       | 0–1 (0)  | 0–0 (2)  | 0–1 (0)  | 0–1 (1)  |              | 0–0 (0)        | 1–1 (0) | 0–0 (0)  | 1–4 (3)    |
| 6 | Jan Nyepomnyascsij     | 2774   | 5.        | 1–5 (7)  | 1–1 (7)  | 2–3 (2)  | 2–2 (6)  | 0–0 (0)      |                | 1–1 (2) | 1–0 (6)  | 8–12 (30)  |
| 7 | Vang Hao               | 2762   | 12.       | 0–1 (2)  | 2–6 (7)  | 3–1 (3)  | 2–1 (5)  | 1–1 (0)      | 1–1 (2)        |         | 5–0 (4)  | 14–11 (23) |
| 8 | Fabiano Caruana        | 2842   | 2.        | 6–4 (21) | 2–2 (6)  | 3–2 (25) | 3–3 (11) | 0–0 (0)      | 0–1 (6)        | 0–5 (4) |          | 14–17 (73) |
Megjegyzés: Zárójelben a döntetlen játszmák száma.

### A verseny szabályai
A világbajnokjelölti verseny szabályait külön szabályzat írta le az alábbiak szerint:
Ha az első és második helyen két vagy több versenyző között holtverseny alakul ki, akkor az alábbiak szerint döntik el a helyezéseket:
- az egymás elleni eredmény;
- a megnyert játszmák száma;
- a Sonneborn–Berger-számítás szerinti pontszám;
- rájátszás.

A gondolkodási idő 100 perc az első 40 lépésre, majd még 50 percet kapnak a következő 20 lépésre. Ha a játszma ez alatt nem fejeződik be, akkor további 15 perc áll rendelkezésükre az eredmény eldöntéséhez. A játékosok az első lépéstől kezdve lépésenként 30 másodperc többletidőt kapnak. A 40. lépés előtt tilos a megegyezéses döntetlen, kivéve ha örökös sakk vagy háromszori lépésismétlés áll elő.
A torna díjalapja 500 000 euró, amely az eddigi legmagasabb a világbajnokjelölti versenyek történetében.

### A sorsolás és a fordulók eredményei
Minden versenyző két alkalommal játszik a másik ellen: egyszer világossal, egyszer sötéttel. Három fordulónként pihenőnapot kapnak. A fordulók élőben követhetők a chess24.com oldalon. A forduló dátumánál hivatkozásként jelezve az adott fordulóról készült részletes, képes beszámoló linkje. A 7. fordulót követően a versenyt a járványveszély miatt határozatlan időre felfüggesztették. A folytatásra 2021 áprilisában került sor.
Magyarázat: a név mellett zárójelben a versenyző addig szerzett pontszáma szerepel. A táblázat jobb szélén az adott játszma eredménye. Az elöl álló játékos vezette a világos bábukat.
| 1. forduló 2020. március 17. |                              |     |
| Maxime Vachier-Lagrave       | Fabiano Caruana              | ½–½ |
| Ting Li-zsen                 | Vang Hao                     | 0–1 |
| Anish Giri                   | Jan Nyepomnyascsij           | 0–1 |
| Alekszander Griscsuk         | Kirill Alekszejenko          | ½–½ |
| 2. forduló március 18.       |                              |     |
| Fabiano Caruana (0,5)        | Kirill Alekszejenko (0,5)    | 1–0 |
| Jan Nyepomnyascsij (1,0)     | Alekszander Griscsuk (0,5)   | ½–½ |
| Vang Hao (1,0)               | Anish Giri (0,0)             | ½–½ |
| Maxime Vachier-Lagrave (0,5) | Ting Li-zsen (0,0)           | 1–0 |
| 3. forduló március 19.       |                              |     |
| Ting Li-zsen (0,0)           | Fabiano Caruana (1,5)        | 1–0 |
| Anish Giri (0,5)             | Maxime Vachier-Lagrave (1,5) | ½–½ |
| Alekszander Griscsuk (1,0)   | Vang Hao (1,5)               | ½–½ |
| Kirill Alekszejenko (0,5)    | Jan Nyepomnyascsij (1,5)     | ½–½ |
| 4. forduló március 21.       |                              |     |
| Fabiano Caruana (1,5)        | Jan Nyepomnyascsij (2,0)     | ½–½ |
| Vang Hao (2,0)               | Kirill Alekszejenko (1,0)    | ½–½ |
| Maxime Vachier-Lagrave (2,0) | Alekszander Griscsuk (1,5)   | ½–½ |
| Ting Li-zsen (1,0)           | Anish Giri (1,0)             | ½–½ |
| 5. forduló március 22.       |                              |     |
| Anish Giri (1,5)             | Fabiano Caruana (2,0)        | ½–½ |
| Alekszander Griscsuk (2,0)   | Ting Li-zsen (1,5)           | ½–½ |
| Kirill Alekszejenko (1,5)    | Maxime Vachier-Lagrave (2,5) | ½–½ |
| Jan Nyepomnyascsij (2,5)     | Vang Hao (2,5)               | 1–0 |
| 6. forduló március 23.       |                              |     |
| Alekszander Griscsuk (2,5)   | Fabiano Caruana (2,5)        | ½–½ |
| Kirill Alekszejenko (2,0)    | Anish Giri (2,0)             | 0–1 |
| Jan Nyepomnyascsij (3,5)     | Ting Li-zsen (2,0)           | 1–0 |
| Vang Hao (2,5)               | Maxime Vachier-Lagrave (3,0) | ½–½ |
| 7. forduló március 25.       |                              |     |
| Fabiano Caruana (3,0)        | Vang Hao (3,0)               | ½–½ |
| Maxime Vachier-Lagrave (3,5) | Jan Nyepomnyascsij (4,5)     | 1–0 |
| Ting Li-zsen (2,0)           | Kirill Alekszejenko(2,0)     | ½–½ |
| Anish Giri (3,0)             | Alekszander Griscsuk (3,0)   | ½–½ |

| 8. forduló 2021. április 19. |                              |     |
| Fabiano Caruana (3,5)        | Maxime Vachier-Lagrave (4,5) | 1–0 |
| Vang Hao (3,5)               | Ting Li-zsen (2,5)           | ½–½ |
| Jan Nyepomnyascsij (4,5)     | Anish Giri (3,5)             | ½–½ |
| Kirill Alekszejenko (2,5)    | Alekszander Griscsuk (3,5)   | 1–0 |
| 9. forduló április 20.       |                              |     |
| Kirill Alekszejenko (3,5)    | Fabiano Caruana (4,5)        | ½–½ |
| Alekszander Griscsuk (3,5)   | Jan Nyepomnyascsij (5,0)     | ½–½ |
| Anish Giri (4,0)             | Vang Hao (4,0)               | 1–0 |
| Ting Li-zsen (3,0)           | Maxime Vachier-Lagrave (4,5) | ½–½ |
| 10. forduló április 21.      |                              |     |
| Fabiano Caruana (5,0)        | Ting Li-zsen (3,5)           | ½–½ |
| Maxime Vachier-Lagrave (5,0) | Anish Giri (5,0)             | ½–½ |
| Vang Hao (4,0)               | Alekszander Griscsuk (4,0)   | ½–½ |
| Jan Nyepomnyascsij (5,5)     | Kirill Alekszejenko (4,0)    | 1–0 |
| 11. forduló április 23.      |                              |     |
| Jan Nyepomnyascsij (6,5)     | Fabiano Caruana (5,5)        | ½–½ |
| Kirill Alekszejenko (4,0)    | Vang Hao (4,5)               | ½–½ |
| Alekszander Griscsuk (4,5)   | Maxime Vachier-Lagrave (5,5) | 1–0 |
| Anish Giri (5,5)             | Ting Li-zsen (4,0)           | 1–0 |
| 12. forduló április 24       |                              |     |
| Fabiano Caruana (6,0)        | Anish Giri (6,5)             | 0–1 |
| Ting Li-zsen (4,0)           | Alekszander Griscsuk (5,5)   | 1–0 |
| Maxime Vachier-Lagrave (5,5) | Kirill Alekszejenko (4,5)    | 1–0 |
| Vang Hao (5,0)               | Jan Nyepomnyascsij (7,0)     | 0–1 |
| 13. forduló április 26.      |                              |     |
| Vang Hao (5,0)               | Fabiano Caruana (6,0)        | 0–1 |
| Jan Nyepomnyascsij (8,0)     | Maxime Vachier-Lagrave (6,5) | ½–½ |
| Kirill Alekszejenko (4,5)    | Ting Li-zsen (5,0)           | 0–1 |
| Alekszander Griscsuk (5,5)   | Anish Giri (7,5)             | 1–0 |
| 14. forduló április 27.      |                              |     |
| Fabiano Caruana (7,0)        | Alekszander Griscsuk (6,5)   | ½–½ |
| Anish Giri (7,5)             | Kirill Alekszejenko (4,5)    | 0–1 |
| Ting Li-zsen (6,0)           | Jan Nyepomnyascsij (8,5)     | 1–0 |
| Maxime Vachier-Lagrave (7,0) | Vang Hao (5,0)               | 1–0 |

| H.[38] | Versenyző                    | Élő-p. 2020-03[39] | 1 | 1 | 2 | 2 | 3 | 3 | 4 | 4 | 5 | 5 | 6 | 6 | 7 | 7 | 8 | 8 | Pont | Holtv.eld.[40] | Holtv.eld.[40] | Előrehaladási táblázat (fordulók) | Előrehaladási táblázat (fordulók) | Előrehaladási táblázat (fordulók) | Előrehaladási táblázat (fordulók) | Előrehaladási táblázat (fordulók) | Előrehaladási táblázat (fordulók) | Előrehaladási táblázat (fordulók) | Előrehaladási táblázat (fordulók) | Előrehaladási táblázat (fordulók) | Előrehaladási táblázat (fordulók) | Előrehaladási táblázat (fordulók) | Előrehaladási táblázat (fordulók) | Előrehaladási táblázat (fordulók) | Előrehaladási táblázat (fordulók) | Hely. |
| H.[38] | Versenyző                    | Élő-p. 2020-03[39] | 1 | 1 | 2 | 2 | 3 | 3 | 4 | 4 | 5 | 5 | 6 | 6 | 7 | 7 | 8 | 8 | Pont | Ee.[41]        | Ny.[42]        | 1                                 | 2                                 | 3                                 | 4                                 | 5                                 | 6                                 | 7                                 | 8                                 | 9                                 | 10                                | 11                                | 12                                | 13                                | 14                                | Hely. |
| ------ | ---------------------------- | ------------------ | - | - | - | - | - | - | - | - | - | - | - | - | - | - | - | - | ---- | -------------- | -------------- | --------------------------------- | --------------------------------- | --------------------------------- | --------------------------------- | --------------------------------- | --------------------------------- | --------------------------------- | --------------------------------- | --------------------------------- | --------------------------------- | --------------------------------- | --------------------------------- | --------------------------------- | --------------------------------- | ----- |
| 1.     | Maxime Vachier-Lagrave (FRA) | 2767               |   |   | 1 | ½ | ½ | ½ | ½ | 0 | ½ | 1 | 1 | ½ | ½ | 1 | ½ | 0 | 8    |                |                | ½                                 | 1½                                | 2                                 | 2½                                | 3                                 | 3½                                | 4½                                | 4½                                | 5                                 | 5½                                | 5½                                | 6½                                | 7                                 | 8                                 | 2.    |
| 2.     | Ting Li-zsen (CHN)           | 2805               | 0 | ½ |   |   | ½ | 0 | ½ | 1 | ½ | 1 | 0 | 1 | 0 | ½ | 1 | ½ | 7    | 1½             |                | 0                                 | 0                                 | 1                                 | 1½                                | 2                                 | 2                                 | 2½                                | 3                                 | 3½                                | 4                                 | 4                                 | 5                                 | 6                                 | 7                                 | 5.    |
| 3.     | Anish Giri (NED)             | 2763               | ½ | ½ | ½ | 1 |   |   | ½ | 0 | 1 | 0 | 0 | ½ | ½ | 1 | ½ | 1 | 7½   | 1½             |                | 0                                 | ½                                 | 1                                 | 1½                                | 2                                 | 3                                 | 3½                                | 4                                 | 5                                 | 5½                                | 6½                                | 7½                                | 7½                                | 7½                                | 3.    |
| 4.     | Alekszandr Griscsuk (RUS)    | 2777               | ½ | 1 | ½ | 0 | ½ | 1 |   |   | ½ | 0 | ½ | ½ | ½ | ½ | ½ | ½ | 7    | ½              |                | ½                                 | 1                                 | 1½                                | 2                                 | 2½                                | 3                                 | 3½                                | 3½                                | 4                                 | 4½                                | 5½                                | 5½                                | 6½                                | 7                                 | 6.    |
| 5.     | Kirill Alekszejenko (RUS)    | 2698               | ½ | 0 | ½ | 0 | 0 | 1 | ½ | 1 |   |   | ½ | 0 | ½ | ½ | 0 | ½ | 5½   |                |                | ½                                 | ½                                 | 1                                 | 1½                                | 2                                 | 2                                 | 2½                                | 3½                                | 4                                 | 4                                 | 4½                                | 4½                                | 4½                                | 5½                                | 7.    |
| 6.     | Jan Nyepomnyascsij (RUS)     | 2774               | 0 | ½ | 1 | 0 | 1 | ½ | ½ | ½ | ½ | 1 |   |   | 1 | 1 | ½ | ½ | 8½   |                |                | 1                                 | 1½                                | 2                                 | 2½                                | 3½                                | 4½                                | 4½                                | 5                                 | 5½                                | 6½                                | 7                                 | 8                                 | 8½                                | 8½                                | 1.    |
| 7.     | Vang Hao (CHN)               | 2762               | ½ | 0 | 1 | ½ | ½ | 0 | ½ | ½ | ½ | ½ | 0 | 0 |   |   | ½ | 0 | 5    |                |                | 1                                 | 1½                                | 2                                 | 2½                                | 2½                                | 3                                 | 3½                                | 4                                 | 4                                 | 4½                                | 5                                 | 5                                 | 5                                 | 5                                 | 8.    |
| 8.     | Fabiano Caruana (USA)        | 2842               | ½ | 1 | 0 | ½ | ½ | 0 | ½ | ½ | 1 | ½ | ½ | ½ | ½ | 1 |   |   | 7½   | ½              |                | ½                                 | 1½                                | 1½                                | 2                                 | 2½                                | 3                                 | 3½                                | 4½                                | 5                                 | 5½                                | 6                                 | 6                                 | 7                                 | 7½                                | 4.    |
Jelmagyarázat: A győzelem 1, a döntetlen ½, a vereség 0 ponttal jelölve. Alászínezéssel jelölve az adott fordulóban élen álló versenyző pontszáma.

## A világbajnoki döntő
A világbajnoki cím védője, a norvég Magnus Carlsen és az orosz Jan Nyepomnyascsij közötti világbajnoki döntő 14 játszmásra tervezett páros mérkőzésére és a rájátszásra a 2021. november 24–december 16. közötti időpontot jelölték ki. A mérkőzés azonban már a 11. játszma után véget ért, miután Carlsen 7,5 pontot szerzett, ezzel előnye a hátralévő három játszmában behozhatatlanná vált.

### Az egymás elleni eredmények
A világbajnoki döntő előtt 13 klasszikus időbeosztású és 64 rapid- és villámjátékot, valamint bemutatójátékot játszottak. A klasszikus időbeosztású játszmákban nyolc döntetlen mellett Nyepomnyascsij négy alkalommal tudott nyerni, míg Carlsen csak egyszer. A gyorsabb mérkőzések során az eredmények Carlsen fölényét mutatják.
| Egymás elleni eredmények  | Egymás elleni eredmények                   | Egymás elleni eredmények | Egymás elleni eredmények | Egymás elleni eredmények | Egymás elleni eredmények |
|                           |                                            | Carlsen nyert            | döntetlen                | Nyepomnyascsij nyert     | össz.                    |
| ------------------------- | ------------------------------------------ | ------------------------ | ------------------------ | ------------------------ | ------------------------ |
| Klasszikus                | Carlsen (világos) – Nyepomnyascsij (sötét) | 0                        | 5                        | 2                        | 7                        |
| Klasszikus                | Nyepomnyascsij (világos) – Carlsen (sötét) | 1                        | 3                        | 2                        | 6                        |
| Klasszikus                | Össz.                                      | 1                        | 8                        | 4                        | 13                       |
| Villám / rapid / bemutató | Villám / rapid / bemutató                  | 22                       | 32                       | 10                       | 64                       |
| Össz.                     | Össz.                                      | 23                       | 40                       | 14                       | 77                       |

### Szabályok
A világbajnoki döntőre vonatkozó speciális szabályokat a Nemzetközi Sakkszövetség (FIDE) külön szabályzatban rögzítette az alábbiak szerint.

#### Az alapszakasz
Az előzetesen lefektetett szabályok szerint a világbajnoki döntő mérkőzése 14 játszmáig tart, és az a játékos kapja meg a világbajnoki címet, aki előbb ér el 7,5 pontot. Ha a 14. játszma után az állás 7–7, akkor rájátszás következik. Az egyes játszmákban játékosonként 120–120 perc áll rendelkezésre az első 40 lépés megtételére, majd 60–60 perc a következő 20 lépésre, végül 15-15 perc a játszma befejezéséig. A 61. lépéstől kezdve lépésenként 30 másodperc többletidőt kapnak.

#### A rájátszás
Az esetleges rájátszásban először négy rapidsakkjátszmára került volna sor 25-25 perc gondolkodási idővel és tíz-tíz másodperc többletidővel lépésenként. Ha ez sem döntött volna, akkor két villámsakkjátszmából álló minimérkőzés következett volna öt-öt perc gondolkodási idővel és lépésenként három-három másodperc többletidővel. Szükség szerint ezek a kétjátszmás villámsakk-rájátszások legfeljebb ötször lettek volna ismételve, amíg valamelyik játékos meg nem szerzi a győzelmet. Ha a mérkőzés állása még ezt követően is eldöntetlen lett volna, akkor a „hirtelen halál” játszma hozt volna meg a döntést, ahol világosnak öt, sötétnek négy perce van, a 61. lépéstől kezdve lépésenként két másodperc többletidővel. Döntetlen esetén sötét győzelmét hirdették volna ki. Mivel a mérkőzés a 11. játszmával véget ért, rájátszásra nem került sor.

#### A színelosztás
A nyitóünnepségen sorsolással döntik el, hogy az első fordulóban ki kezd a világos színekkel. Ha a 14 játszma alatt nem születik döntés, akkor a rapidjátszmák előtt újra sorsolnak, hogy ki kezdi világossal a rájátszás játszmáit.

### Díjazás
A két játékos között szétosztásra kerülő díjalap 2 millió euró, amelynek 60%-a a győztest, 40%-a a vesztest illeti. Ha a mérkőzés csak a rájátszásban dőlt volna el, akkor a győztes a díjalap 55%-át, a vesztes 45%-át kapta volna.

### A játéknapok
Az egyes napokon a mérkőzések helyi idő szerint 16:30-kor kezdődtek, amely 13:30-nak felelt meg a közép-európai időzónában.
| Dátum                  | Esemény                                       |
| ---------------------- | --------------------------------------------- |
| November 24. szerda    | Nyitóünnepség                                 |
| November 25. csütörtök | Médianap                                      |
| November 26. péntek    | 1. játszma                                    |
| November 27. szombat   | 2. játszma                                    |
| November 28. vasárnap  | 3. játszma                                    |
| November 29. hétfő     | Pihenőnap                                     |
| November 30. kedd      | 4. játszma                                    |
| December 1. szerda     | 5. játszma                                    |
| December 2. csütörtök  | Pihenőnap                                     |
| December 3. péntek     | 6. játszma                                    |
| December 4. szombat    | 7 játszma                                     |
| December 5. vasárnap   | 8. játszma                                    |
| December 6. hétfő      | Pihenőnap                                     |
| December 7. kedd       | 9. játszma                                    |
| December 8. szerda     | 10. játszma                                   |
| December 9. csütörtök  | Pihenőnap                                     |
| December 10. péntek    | 11. játszma                                   |
| December 11. szombat   | 12. játszma                                   |
| December 12. vasárnap  | 13. játszma                                   |
| December 13. hétfő     | Pihenőnap                                     |
| December 14. kedd      | 14. játszma                                   |
| December 15. szerda    | Rájátszások vagy záróünnepség                 |
| December 16. csütörtök | Záróünnepség, ha rájátszásra került volna sor |

### A játszmák eredményei
|                    | Ország                          | Élő-pont | Játszmák | Játszmák | Játszmák | Játszmák | Játszmák | Játszmák | Játszmák | Játszmák | Játszmák | Játszmák | Játszmák | Játszmák | Játszmák | Játszmák | Pont |
| 1                  | Ország                          | Élő-pont | 2        | 3        | 4        | 5        | 6        | 7        | 8        | 9        | 10       | 11       | 12       | 13       | 14       |          | Pont |
| ------------------ | ------------------------------- | -------- | -------- | -------- | -------- | -------- | -------- | -------- | -------- | -------- | -------- | -------- | -------- | -------- | -------- | -------- | ---- |
| Jan Nyepomnyascsij | Oroszország (FIDE zászló alatt) | 2782     | ½        | ½        | ½        | ½        | ½        | 0        | ½        | 0        | 0        | ½        | 0        |          |          |          | 3½   |
| Magnus Carlsen     | Norvégia                        | 2855     | ½        | ½        | ½        | ½        | ½        | 1        | ½        | 1        | 1        | ½        | 1        |          |          |          | 7½   |

### A játszmák
A játszmák élőben (a visszaélések elkerülése érdekében 30 perces eltolódással) voltak követhetők a chess24 weboldalon, ahol a bajnokságot követően is megtalálhatók. A nézőknek a Stockfish 14 sakkprogram elemzése adott tájékoztatást minden egyes lépést követően a táblán kialakult állás értékeléséről. A weboldalon élő videóadásban vezető nagymesterek – köztük Polgár Judit, Visuvanádan Ánand, Anish Giri, Anna Muzicsuk – elemezték a mérkőzést. Az elemzésekről készült videók a YouTube-on később is megtekinthetők.

#### 1. játszma
Az első játszmában a spanyol megnyitás zárt változatát játszották. Nyepomnyascsij a 8. h3 lépésével elkerülte a 8. c3 d5 után lehetséges Marshall-támadást. Carlsen a 8. lépésével gyalogot áldozott (8. - Ha5 9. Hxe5), amely után térelőnyhöz és erős futópárhoz jutott. A 15. lépésben bekövetkezett vezércsere után is tartós kezdeményezése maradt. Nyepomnyascsij a 36. lépésben visszaadta a gyalogelőnyt, majd lépésismétléssel döntetlenül ért véget a mérkőzés. Az első játszmát élőben Polgár Judit és Anish Giri kommentálta.
Nyepomnyascsij–Carlsen világbajnoki döntő 1. játszma, 2021-11-26, Dubaj (ECO C84) 1. e4 e5 2. Hf3 Hc6 3. Fb5 a6 4. Fa4 Hf6 5. O-O Fe7 6. Be1 b5 7. Fb3 O-O 8. h3 Ha5 9. Hxe5 Hxb3 10. axb3 Fb7 11. d3 d5 12. exd5 Vxd5 13. Vf3 Fd6 14. Kf1 Bfb8 15. Vxd5 Hxd5 16. Fd2 c5 17. Hf3 Bd8 18. Hc3 Hb4 19. Bec1 Bac8 20. He2 Hc6 21. Fe3 He7 22. Ff4 Fxf3 23. gxf3 Fxf4 24. Hxf4 Bc6 25. Be1 Hf5 26. c3 Hh4 27. Be3 Kf8 28. Hg2 Hf5 29. Be5 g6 30. He1 Hg7 31. Be4 f5 32. Be3 He6 33. Hg2 b4 34. Ke2 Bb8 35. Kd2 bxc3+ 36. bxc3 Bxb3 37. Kc2 Bb7 38. h4 Kf7 39. Bee1 Kf6 40. He3 Bd7 41. Hc4 Be7 42. He5 Bd6 43. Hc4 Bc6 44. He5 Bd6 45. Hc4 1/2-1/2

#### 2. játszma
A második játszmában a katalán megnyitás zárt változatát játszották. Carlsen az általa ritkán játszott 4. g3 lépéssel, míg Nyepomnyascsij a 7. - b5 lépéssel igyekezett meglepni ellenfelét. Carlsen 8. He5 válasza eltért az elmélet által ajánlott (8. a4) folytatástól, és fejlődési problémák elé állította ellenfelét. A 14. e5 lépés után világos már határozottan előnyösebben állt, figyelembe véve a sötét vezérszárnyi tisztek fejletlenségét. A 19. Hd6 lépésével Carlsen minőséget áldozott (19. Hd6 Hb3 20. Bb1 Hbxc1 21. Bbxc1 Hxc1 22. Bxc1), a kompenzációt a d6-támaszponton álló huszár és a gyenge sötét b7-en álló futó jelentette számára. Sötét a 24. - c3 gyalogáldozattal szabadítja ki a tisztjeit, és nyitja meg az állást, amelyben a minőségelőnye érvényesülhetne, de a d6-on álló huszár továbbra is megfelelő ellenérték volt világosnak. Ezért Nyepomnyascsij a 37. lépésben visszaadta a minőségelőnyt, és ezt követően döntetlen végjáték alakult ki. Az 58. lépésben a játszmát döntetlenre adták, mert a gyalogelőnyös bástyavégjáték nem volt nyerhető világos számára.
Carlsen–Nyepomnyascsij világbajnoki döntő 2. játszma, 2021-11-27, Dubaj (ECO E06) 1. d4 Hf6 2. c4 e6 3. Hf3 d5 4. g3 Fe7 5. Fg2 O-O 6. O-O dxc4 7. Vc2 b5 8. He5 c6 9. a4 Hd5 10. Hc3 f6 11. Hf3 Vd7 12. e4 Hb4 13. Ve2 Hd3 14. e5 Fb7 15. exf6 Fxf6 16. He4 Ha6 17. He5 Fxe5 18. dxe5 Hac5 19. Hd6 Hb3 20. Bb1 Hbxc1 21. Bbxc1 Hxc1 22. Bxc1 Bab8 23. Bd1 Fa8 24. Fe4 c3 25. Vc2 g6 26. bxc3 bxa4 27. Vxa4 Bfd8 28. Ba1 c5 29. Vc4 Fxe4 30. Hxe4 Kh8 31. Hd6 Bb6 32. Vxc5 Bdb8 33. Kg2 a6 34. Kh3 Bc6 35. Vd4 Kg8 36. c4 Vc7 37. Vg4 Bxd6 38. exd6 Vxd6 39. c5 Vxc5 40. Vxe6+ Kg7 41. Bxa6 Bf8 42. f4 Vf5+ 43. Vxf5 Bxf5 44. Ba7+ Kg8 45. Kg4 Bb5 46. Be7 Ba5 47. Be5 Ba7 48. h4 Kg7 49. h5 Kh6 50. Kh4 Ba1 51. g4 Bh1+ 52. Kg3 gxh5 53. Be6+ Kg7 54. g5 Bg1+ 55. Kf2 Ba1 56. Bh6 Ba4 57. Kf3 Ba3+ 58. Kf2 Ba4 1/2-1/2

#### 3. játszma
A harmadik játszmában ismét a spanyol megnyitás zárt változata került sorra. Nyepomnyascsij ezúttal a 8. a4 lépéssel megelőzte az első játszmában Carlsen által lépett Ha5-öt. Carlsen a 10. - Be8 lépéssel tért el az elmélet által ajánlott lépésektől, de Nyepomnyascsij erre is felkészült. A harmadik játszma az előző kettőhöz képest nyugodtabb mederben zajlott és a cserék után kialakuló azonos színű futóvégjátékban a 41. lépésben döntetlenben egyeztek meg.
Nyepomnyascsij–Carlsen világbajnoki döntő 3. játszma, 2021-11-28, Dubaj (ECO C84) 1. e4 e5 2. Hf3 Hc6 3. Fb5 a6 4. Fa4 Hf6 5. O-O Fe7 6. Be1 b5 7. Fb3 O-O 8. a4 Fb7 9. d3 d6 10. Hbd2 Be8 11. Hf1 h6 12. Fd2 Ff8 13. He3 He7 14. c4 bxc4 15. Hxc4 Hc6 16. Bc1 a5 17. Fc3 Fc8 18. d4 exd4 19. Hxd4 Hxd4 20. Vxd4 Fe6 21. h3 c6 22. Fc2 d5 23. e5 dxc4 24. Vxd8 Bexd8 25. exf6 Fb4 26. fxg7 Fxc3 27. bxc3 Kxg7 28. Kf1 Bab8 29. Bb1 Kf6 30. Bxb8 Bxb8 31. Bb1 Bxb1+ 32. Fxb1 Ke5 33. Ke2 f5 34. Fc2 f4 35. Fb1 c5 36. Fc2 Fd7 37. f3 Kf6 38. h4 Ke5 39. Kf2 Kf6 40. Ke2 Ke5 41. Kf2 ½–½

#### 4. játszma
A negyedik játszmában a világbajnok Carlsen 1. e4-gyel nyitott, amelyre válaszul Nyepomnyascsij az orosz (Petrov-) védelmet választotta. Mindkét versenyzőn látszott, hogy alaposan felkészültek erre a védelemre is, mert Carlsen csak a 18. Hh4 lépésével tért el az elméleti folytatástól. Az elméleti újítás – az ezt követő 19. g4-gyel együtt – a gyenge, izolált d5-gyalog elleni támadást készítette elő. A lépést a szakkommentátor, előző világbajnoki döntős Fabiano Caruana „lenyűgözőnek”, és „valószínűleg kiváló ötletnek” nevezte. Világos az f8-ra került sötét huszár helyzetét kihasználva próbált előnybe kerülni, míg sötét a szabaddá vált a-gyalogjában bízott egy végjáték esetén. A játszma irányát a világbajnok határozta meg a 25. (Hf6+ a Hxb6 helyett) és 30. He8+ lépésével, amelyet több, mint félórás gondolkodás után húzott meg, ezzel lépésismétléses döntetlenbe terelve a játszmát.
Carlsen–Nyepomnyascsij világbajnoki döntő 4. játszma, 2021-11-30, Dubaj (ECO C42) 1. e4 e5 2. Hf3 Hf6 3. Hxe5 d6 4. Hf3 Hxe4 5. d4 d5 6. Fd3 Fd6 7. O-O O-O 8. c4 c6 9. Be1 Ff5 10. Vb3 Vd7 11. Hc3 Hxc3 12. Fxf5 Vxf5 13. bxc3 b6 14. cxd5 cxd5 15. Vb5 Vd7 16. a4 Vxb5 17. axb5 a5 18. Hh4 g6 19. g4 Hd7 20. Hg2 Bfc8 21. Ff4 Fxf4 22. Hxf4 Bxc3 23. Hxd5 Bd3 24. Be7 Hf8 25. Hf6+ Kg7 26. He8+ Kg8 27. d5 a4 28. Hf6+ Kg7 29. g5 a3 30. He8+ Kg8 31. Hf6+ Kg7 32. He8+ Kg8 33. Hf6+ 1/2-1/2

#### 5. játszma
Az ötödik játszmában megismétlődött az első és a harmadik játszmában alkalmazott spanyol megnyitás, amelyben a 8. - Bb8 lépéssel Carlson eltért a harmadik játszmában alkalmazott folytatástól. Világos előnyösebb állást ért el, de Carlsen jól szervezte meg a védelmét. A végjátékban a világbajnok  kitért a bástyacsere elől, mert a futó-huszáros végjátékban a sötét mezőkön álló gyalogjai miatt hátrányos helyzetbe került volna. A 43. lépésben lépésismétléssel ért véget a találkozó.
Nyepomnyascsij–Carlsen világbajnoki döntő 5. játszma, 2021-12-01, Dubaj (ECO C88) 1. e4 e5 2. Hf3 Hc6 3. Fb5 a6 4. Fa4 Hf6 5. O-O Fe7 6. Be1 b5 7. Fb3 O-O 8. a4 Bb8 9. axb5 axb5 10. h3 d6 11. c3 b4 12. d3 bxc3 13. bxc3 d5 14. Hbd2 dxe4 15. dxe4 Fd6 16. Vc2 h6 17. Hf1 He7 18. Hg3 Hg6 19. Fe3 Ve8 20. Bed1 Fe6 21. Fa4 Fd7 22. Hd2 Fxa4 23. Vxa4 Vxa4 24. Bxa4 Ba8 25. Bda1 Bxa4 26. Bxa4 Bb8 27. Ba6 He8 28. Kf1 Hf8 29. Hf5 He6 30. Hc4 Bd8 31. f3 f6 32. g4 Kf7 33. h4 Ff8 34. Ke2 Hd6 35. Hcxd6+ Fxd6 36. h5 Ff8 37. Ba5 Ke8 38. Bd5 Ba8 39. Bd1 Ba2+ 40. Bd2 Ba1 41. Bd1 Ba2+ 42. Bd2 Ba1 43. Bd1 1/2-1/2

#### 6. játszma
Carlsen hamar az elmélet által nem tárgyalt vízekre terelte a játszmát. A 9. Vc2 utáni állás csak egyetlen egyszer, 1973-ban fordult elő a versenysakk történetében. A 25. lépésben Nyepomnyascsij két bástyát adott a vezérért, ezzel megbontva az egyensúlyt. A 32. - Vd6 lépés után Carlsen kihagyta a 33. Bcc2 lehetőséget, amely után lenyerhette volna a sötét futót. A kölcsönös időzavarban Nyepomnyascsij sem a legjobb lépésekkel folytatta. A végjátékban a bástya-huszár és két gyalog a vezér ellen felállást Carlsen biztos kézzel vitte a győzelemig.
Ez lett a sakkvilágbajnokságok eddgi történetének leghosszabb játszmája. A rekordot eddig a Viktor Korcsnoj és Anatolij Karpov között az 1978-as sakkvilágbajnokságon játszott ötödik játszma tartotta 124 lépéssel.
|    | |    |    |    |    |    |    |
|    | \| \| \| \| \| \| \| \| \| \| \| \| \| \| \| \| \| \| \| \| \| \| \| \| \| \| \| \| \| \| \| \| \| \| \| \| \| \| \| \| \| \| \| \| \| \| \| \| \| \| \| \| \| \| \| \| \| \| \| \| \| \| \| \| \| \| \| \| \| \| \| \| |    |    |    |    |    |    |
|    | |    |    |    |    |    |    |
| a8 | b8 | c8 | d8 | e8 | f8 | g8 | h8 |
| a7 | b7 | c7 | d7 | e7 | f7 | g7 | h7 |
| a6 | b6 | c6 | d6 | e6 | f6 | g6 | h6 |
| a5 | b5 | c5 | d5 | e5 | f5 | g5 | h5 |
| a4 | b4 | c4 | d4 | e4 | f4 | g4 | h4 |
| a3 | b3 | c3 | d3 | e3 | f3 | g3 | h3 |
| a2 | b2 | c2 | d2 | e2 | f2 | g2 | h2 |
| a1 | b1 | c1 | d1 | e1 | f1 | g1 | h1 |

| a8 | b8 | c8 | d8 | e8 | f8 | g8 | h8 |
| a7 | b7 | c7 | d7 | e7 | f7 | g7 | h7 |
| a6 | b6 | c6 | d6 | e6 | f6 | g6 | h6 |
| a5 | b5 | c5 | d5 | e5 | f5 | g5 | h5 |
| a4 | b4 | c4 | d4 | e4 | f4 | g4 | h4 |
| a3 | b3 | c3 | d3 | e3 | f3 | g3 | h3 |
| a2 | b2 | c2 | d2 | e2 | f2 | g2 | h2 |
| a1 | b1 | c1 | d1 | e1 | f1 | g1 | h1 |

Carlsen–Nyepomnyascsij világbajnoki döntő 6. játszma, 2021-12-03, Dubaj, (ECO D02) 1.d4 Hf6 2. Hf3 d5 3. g3 e6 4. Fg2 Fe7 5. O-O O-O 6. b3 c5 7. dxc5 Fxc5 8. c4 dxc4 9. Vc2 Ve7 10. Hbd2 Hc6 11. Hxc4 b5 12. Hce5 Hb4 13. Vb2 Fb7 14. a3 Hc6 15. Hd3 Fb6 16. Fg5 Bfd8 17. Fxf6 gxf6 18. Bac1 Hd4 19. Hxd4 Fxd4 20. Va2 Fxg2 21. Kxg2 Vb7+ 22. Kg1 Ve4 23. Vc2 a5 24. Bfd1 Kg7 25. Bd2 Bac8 26. Vxc8 Bxc8 27. Bxc8 Vd5 28. b4 a4 29. e3 Fe5 30. h4 h5 31. Kh2 Fb2 32. Bc5 Vd6 33. Bd1 Fxa3 34. Bxb5 Vd7 35. Bc5 e5 36. Bc2 Vd5 37. Bdd2 Vb3 38. Ba2 e4 39. Hc5 Vxb4 40. Hxe4 Vb3 41. Bac2 Ff8 42. Hc5 Vb5 43. Hd3 a3 44. Hf4 Va5 45. Ba2 Fb4 46. Bd3 Kh6 47. Bd1 Va4 48. Bda1 Fd6 49. Kg1 Vb3 50. He2 Vd3 51. Hd4 Kh7 52. Kh2 Ve4 53. Bxa3 Vxh4+ 54. Kg1 Ve4 55. Ba4 Fe5 56. He2 Vc2 57. B1a2 Vb3 58. Kg2 Vd5+ 59. f3 Vd1 60. f4 Fc7 61. Kf2 Fb6 62. Ba1 Vb3 63. Be4 Kg7 64. Be8 f5 65. Baa8 Vb4 66. Bac8 Fa5 67. Bc1 Fb6 68. Be5 Vb3 69. Be8 Vd5 70. Bcc8 Vh1 71. Bc1 Vd5 72. Bb1 Fa7 73. Be7 Fc5 74. Be5 Vd3 75. Bb7 Vc2 76. Bb5 Fa7 77. Ba5 Fb6 78. Bab5 Fa7 79. Bxf5 Vd3 80. Bxf7+ Kxf7 81. Bb7+ Kg6 82. Bxa7 Vd5 83. Ba6+ Kh7 84. Ba1 Kg6 85. Hd4 Vb7 86. Ba2 Vh1 87. Ba6+ Kf7 88. Hf3 Vb1 89. Bd6 Kg7 90. Bd5 Va2+ 91. Bd2 Vb1 92. Be2 Vb6 93. Bc2 Vb1 94. Hd4 Vh1 95. Bc7+ Kf6 96. Bc6+ Kf7 97. Hf3 Vb1 98. Hg5+ Kg7 99. He6+ Kf7 100. Hd4 Vh1 101. Bc7+ Kf6 102. Hf3 Vb1 103. Bd7 Vb2+ 104. Bd2 Vb1 105. Hg1 Vb4 106. Bd1 Vb3 107. Bd6+ Kg7 108. Bd4 Vb2+ 109. He2 Vb1 110. e4 Vh1 111. Bd7+ Kg8 112. Bd4 Vh2+ 113. Ke3 h4 114. gxh4 Vh3+ 115. Kd2 Vxh4 116. Bd3 Kf8 117. Bf3 Vd8+ 118. Ke3 Va5 119. Kf2 Va7+ 120. Be3 Vd7 121. Hg3 Vd2+ 122. Kf3 Vd1+ 123. Be2 Vb3+ 124. Kg2 Vb7 125. Bd2 Vb3 126. Bd5 Ke7 127. Be5+ Kf7 128. Bf5+ Ke8 129. e5 Va2+ 130. Kh3 Ve6 131. Kh4 Vh6+ 132. Hh5 Vh7 133. e6 Vg6 134. Bf7 Kd8 135. f5 Vg1 136. Hg7 1-0

#### 7. játszma
A hetedik játszmában Nyepomnyascsij ismét a spanyol megnyitást választotta, amelyben a 10. d3 lépéssel ő tért el az 5. játszmában alkalmazott 10. c3-tól. Carlsen láthatóan az egyensúly megőrzésére törekedett, és az előző fordulóban elszenvedett vereség után Nyepomnyascsij sem vállalt kockázatot. A sötét 20. - c5 lépése után bekövetkező sorozatos cserék következtében az állás már a 30. lépésben elméleti döntetlen volt, a szabályok alapján azonban meg kellett várniuk a 40. lépésnél bekövetkező időkontrollt, és a 41. lépésben egyeztek meg a döntetlenben.
Nyepomnyascsij–Carlsen világbajnoki döntő 7. játszma, 2021-12-04, Dubaj (ECO C88)
1. e4 e5 2. Hf3 Hc6 3. Fb5 a6 4. Fa4 Hf6 5. O-O Fe7 6. Be1 b5 7. Fb3 O-O 8. a4 Bb8 9. axb5 axb5 10. h3 d6 11. d3 h6 12. Hc3 Be8 13. Hd5 Ff8 14. Hxf6+ Vxf6 15. c3 He7 16. Fe3 Fe6 17. d4 exd4 18. cxd4 Fxb3 19. Vxb3 Hg6 20. Bec1 c5 21. e5 Vf5 22. dxc5 dxc5 23. Fxc5 Fxc5 24. Bxc5 Hxe5 25. Hxe5 Bxe5 26. Bxe5 Vxe5 27. Vc3 Vxc3 28. bxc3 Bc8 29. Ba5 Bxc3 30. Bxb5 Bc1+ 31. Kh2 Bc3 32. h4 g6 33. g3 h5 34. Kg2 Kg7 35. Ba5 Kf6 36. Bb5 Kg7 37. Ba5 Kf6 38. Bb5 Kg7 39. Ba5 Kf6 40. Ba6+ Kg7 41. Ba7 1/2-1/2

#### 8. játszma
A nyolcadik játszma az orosz védelemből indult, de hamarosan az elmélet által nem tárgyalt területre értek. Nyepomnyascsij az aktivitás érdekében a 9. - h5 lépésével még a sáncolásról is lemondott. A szimmetrikus állásban Carlsen a 20. c4 lépésével vette kézbe a kezdeményezést, amely után Nyepomnyascsij nem mérlegelte, hogy 21. - b5 után gyalogot veszít, és a világos vezér is a sötét állás hátába kerül. A tisztek cseréje után előálló gyalogelőnyös vezérvégjátékot Carlsen könnyedén nyerésig vitte.
Carlsen–Nyepomnyascsij világbajnoki döntő 8. játszma, 2021-12-05, Dubaj, (ECO C43) 1.e4 e5 2. Hf3 Hf6 3. d4 Hxe4 4. Fd3 d5 5. Hxe5 Hd7 6. Hxd7 Fxd7 7. Hd2 Hxd2 8. Fxd2 Fd6 9. O-O h5 10. Ve1+ Kf8 11. Fb4 Ve7 12. Fxd6 Vxd6 13. Vd2 Be8 14. Bae1 Bh6 15. Vg5 c6 16. Bxe8+ Fxe8 17. Be1 Vf6 18. Ve3 Fd7 19. h3 h4 20. c4 dxc4 21. Fxc4 b5 22. Va3+ Kg8 23. Vxa7 Vd8 24. Fb3 Bd6 25. Be4 Fe6 26. Fxe6 Bxe6 27. Bxe6 fxe6 28. Vc5 Va5 29. Vxc6 Ve1+ 30. Kh2 Vxf2 31. Vxe6+ Kh7 32. Ve4+ Kg8 33. b3 Vxa2 34. Ve8+ Kh7 35. Vxb5 Vf2 36. Ve5 Vb2 37. Ve4+ Kg8 38. Vd3 Vf2 39. Vc3 Vf4+ 40. Kg1 Kh7 41. Vd3+ g6 42. Vd1 Ve3+ 43. Kh1 g5 44. d5 g4 45. hxg4 h3 46. Vf3 1-0

#### 9. játszma
|    | |    |    |    |    |    |    |
|    | \| \| \| \| \| \| \| \| \| \| \| \| \| \| \| \| \| \| \| \| \| \| \| \| \| \| \| \| \| \| \| \| \| \| \| \| \| \| \| \| \| \| \| \| \| \| \| \| \| \| \| \| \| \| \| \| \| \| \| \| \| \| \| \| \| \| \| \| \| \| \| \| |    |    |    |    |    |    |
|    | |    |    |    |    |    |    |
| a8 | b8 | c8 | d8 | e8 | f8 | g8 | h8 |
| a7 | b7 | c7 | d7 | e7 | f7 | g7 | h7 |
| a6 | b6 | c6 | d6 | e6 | f6 | g6 | h6 |
| a5 | b5 | c5 | d5 | e5 | f5 | g5 | h5 |
| a4 | b4 | c4 | d4 | e4 | f4 | g4 | h4 |
| a3 | b3 | c3 | d3 | e3 | f3 | g3 | h3 |
| a2 | b2 | c2 | d2 | e2 | f2 | g2 | h2 |
| a1 | b1 | c1 | d1 | e1 | f1 | g1 | h1 |

| a8 | b8 | c8 | d8 | e8 | f8 | g8 | h8 |
| a7 | b7 | c7 | d7 | e7 | f7 | g7 | h7 |
| a6 | b6 | c6 | d6 | e6 | f6 | g6 | h6 |
| a5 | b5 | c5 | d5 | e5 | f5 | g5 | h5 |
| a4 | b4 | c4 | d4 | e4 | f4 | g4 | h4 |
| a3 | b3 | c3 | d3 | e3 | f3 | g3 | h3 |
| a2 | b2 | c2 | d2 | e2 | f2 | g2 | h2 |
| a1 | b1 | c1 | d1 | e1 | f1 | g1 | h1 |

A kilencedik játszmában Nyepomnyascsij eltért az addig alkalmazott nyílt megnyitástól, és az e-gyalog helyett 1. c4-gyel nyitott. A megnyitás után kialakult egyenlő állásban a 27. c5 lépésével fatális hibát követett el, mert sötét c6 válasza után néhány lépést követően elvesztette a b7-en álló futóját. Ezzel három pontos hátrányba került, és a még hátralévő öt játszmából hármat meg kellene nyernie, hogy döntetlenre mentse a mérkőzést. Három pontos hátrányból fordítás a sakkvilágbajnokságok történetében eddig csak kétszer sikerült: az 1886-os sakkvilágbajnokságon Johannes Zukertort már az ötödik játszma után 4–1-re vezetett, azonban 10–5-re a végső győzelmet Wilhelm Steinitz érte el. Második alkalommal Max Euwenek az 1935-ös sakkvilágbajnokságon sikerült a bravúr, ahol ellenfele Aljechin a kilencedik játszma után már 6–3-ra vezetett, a végeredmény azonban 15,5–14,5 lett Euwe javára.
Nyepomnyascsij–Carlsen világbajnoki döntő 9. játszma, 2021-12-07, Dubaj (ECO A13)
1. c4 e6 2. g3 d5 3. Fg2 d4 4. Hf3 Hc6 5. O-O Fc5 6. d3 Hf6 7. Hbd2 a5 8. Hb3 Fe7 9. e3 dxe3 10. Fxe3 Hg4 11. Fc5 O-O 12. d4 a4 13. Fxe7 Vxe7 14. Hc5 a3 15. bxa3 Bd8 16. Hb3 Hf6 17. Be1 Vxa3 18. Ve2 h6 19. h4 Fd7 20. He5 Fe8 21. Ve3 Vb4 22. Beb1 Hxe5 23. dxe5 Hg4 24. Ve1 Vxe1+ 25. Bxe1 h5 26. Fxb7 Ba4 27. c5 c6 28. f3 Hh6 29. Be4 Ba7 30. Bb4 Bb8 31. a4 Baxb7 32. Bb6 Bxb6 33. cxb6 Bxb6 34. Hc5 Hf5 35. a5 Bb8 36. a6 Hxg3 37. Ha4 c5 38. a7 Bd8 39. Hxc5 Ba8 0-1

#### 10. játszma
A negyedik és nyolcadik játszmában már játszott orosz védelem került terítékre. Carlsen a 4. Hd3 lépésével terelte kevésbé kielemzett területre a játékot. A középjáték szimmetrikus állásban egyenlő esélyeket tartogatott, azonban a 33. lépésben a királyszárnyi gyalogok cseréje után döntetlen végjátékra egyszerűsítettek. Az időkontrollt követően a 41. lépésben döntetlenben egyeztek meg.
Carlsen–Nyepomnyascsij világbajnoki döntő 10. játszma, 2021-12-08, Dubaj, (ECO C42) 1. e4 e5 2. Hf3 Hf6 3. Hxe5 d6 4. Hd3 Hxe4 5. Ve2 Ve7 6. Hf4 Hf6 7. d4 Hc6 8. c3 d5 9. Hd2 Hd8 10. Hf3 Vxe2+ 11. Fxe2 Fd6 12. O-O O-O 13. Fd3 Be8 14. Be1 Bxe1+ 15. Hxe1 He6 16. Hxe6 Fxe6 17. g3 g6 18. Hg2 Be8 19. f3 Hh5 20. Kf2 c6 21. g4 Hg7 22. Ff4 Fxf4 23. Hxf4 g5 24. He2 f5 25. h3 Kf7 26. Bh1 h6 27. f4 fxg4 28. hxg4 Fxg4 29. Bxh6 Ff5 30. Fxf5 Hxf5 31. Bh7+ Hg7 32. fxg5 Kg6 33. Bh3 Kxg5 34. Bg3+ Kf6 35. Bf3+ Ke7 36. Hf4 Kd6 37. Hg6 Be6 38. He5 He8 39. Bf7 Bf6+ 40. Bxf6+ Hxf6 41. Ke3 1/2-1/2

#### 11. játszma
|    | |    |    |    |    |    |    |
|    | \| \| \| \| \| \| \| \| \| \| \| \| \| \| \| \| \| \| \| \| \| \| \| \| \| \| \| \| \| \| \| \| \| \| \| \| \| \| \| \| \| \| \| \| \| \| \| \| \| \| \| \| \| \| \| \| \| \| \| \| \| \| \| \| \| \| \| \| \| \| \| \| |    |    |    |    |    |    |
|    | |    |    |    |    |    |    |
| a8 | b8 | c8 | d8 | e8 | f8 | g8 | h8 |
| a7 | b7 | c7 | d7 | e7 | f7 | g7 | h7 |
| a6 | b6 | c6 | d6 | e6 | f6 | g6 | h6 |
| a5 | b5 | c5 | d5 | e5 | f5 | g5 | h5 |
| a4 | b4 | c4 | d4 | e4 | f4 | g4 | h4 |
| a3 | b3 | c3 | d3 | e3 | f3 | g3 | h3 |
| a2 | b2 | c2 | d2 | e2 | f2 | g2 | h2 |
| a1 | b1 | c1 | d1 | e1 | f1 | g1 | h1 |

| a8 | b8 | c8 | d8 | e8 | f8 | g8 | h8 |
| a7 | b7 | c7 | d7 | e7 | f7 | g7 | h7 |
| a6 | b6 | c6 | d6 | e6 | f6 | g6 | h6 |
| a5 | b5 | c5 | d5 | e5 | f5 | g5 | h5 |
| a4 | b4 | c4 | d4 | e4 | f4 | g4 | h4 |
| a3 | b3 | c3 | d3 | e3 | f3 | g3 | h3 |
| a2 | b2 | c2 | d2 | e2 | f2 | g2 | h2 |
| a1 | b1 | c1 | d1 | e1 | f1 | g1 | h1 |

Nyepomnyascsij szokott módon 1. e4 lépéssel kezdett, azonban az eddigi spanyol megnyitások helyett a klasszikus olasz játékot választotta. Ezt a megnyitást már a 16. században is játszották, de még ma is sok finomságot találnak benne a nagymesterek. Carlsen a 19. - d5 lépésével támadást intézett a centrum ellen, amit Nyepomnyascsij 20. d4-gyel riposztolt. Egyenlő állásban a 23. lépésével Nyepomnyascsij durva hibát vétett. Carlsen minőségáldozattal felszakította a világos királyállást és matthálóval fenyegetett. A folytatásban nem a legerősebb lépéseket választotta, de a kialakult gyalogelőnyös bástyavégjátékban a távoli h-szabadgyalog révén állása nyertnek volt tekinthető. A nyerést a 44. - Bb3+ biztosította, ami után gyalogját vezérré változtatta, és a 49. lépésben feladásra kényszerítette ellenfelét. Ezzel Carlsen 2013 óta ötödik világbajnoki döntőjét nyerte meg és negyedszer sem sikerült letaszítani trónjáról.
Nyepomnyascsij–Carlsen világbajnoki döntő 11. játszma, 2021-12-10, Dubaj (ECO C54) 1. e4 e5 2. Hf3 Hc6 3. Fc4 Hf6 4. d3 Fc5 5. c3 d6 6. O-O a5 7. Be1 Fa7 8. Ha3 h6 9. Hc2 O-O 10. Fe3 Fxe3 11. Hxe3 Be8 12. a4 Fe6 13. Fxe6 Bxe6 14. Vb3 b6 15. Bad1 He7 16. h3 Vd7 17. Hh2 Bd8 18. Hhg4 Hxg4 19. hxg4 d5 20. d4 exd4 21. exd5 Be4 22. Vc2 Bf4 23. g3 dxe3 24. gxf4 Vxg4+ 25. Kf1 Vh3+ 26. Kg1 Hf5 27. d6 Hh4 28. fxe3 Vg3+ 29. Kf1 Hf3 30. Vf2 Vh3+ 31. Vg2 Vxg2+ 32. Kxg2 Hxe1+ 33. Bxe1 Bxd6 34. Kf3 Bd2 35. Bb1 g6 36. b4 axb4 37. Bxb4 Ba2 38. Ke4 h5 39. Kd5 Bc2 40. Bb3 h4 41. Kc6 h3 42. Kxc7 h2 43. Bb1 Bxc3+ 44. Kxb6 Bb3+ 45. Bxb3 h1=V 46. a5 Ve4 47. Ka7 Ve7+ 48. Ka8 Kg7 49. Bb6 Vc5 0-1

## A mérkőzés utóélete
A mérkőzést követően Carlsen úgy nyilatkozott, hogy már elvesztette a motivációját, ezért lehet, hogy ez volt az utolsó világbajnoki mérkőzése. A sakkal nem hagy fel, de a címért várhatóan már nem mérkőzik meg. Egy esetben tesz kivételt, ha a következő kihívója az iráni származású francia színekben versenyző csodagyerek Ali-Reza Firuzdzsá lesz. Firuzdzsá már kvalifikálta magát a következő világbajnoki ciklus világbajnokjelöltek versenyébe, így ha megnyerné azt, akkor ő lehet a következő kihívó.
Csak a mérkőzés után hozták nyilvánosságra a mérkőző felek segítőinek neveit. A nevek ismeretében orosz részről több támadás érte Danyiil Dubov orosz nagymester személyét, aki egyébként már 2018 óta dolgozik együtt Carlsennel. Egyesek, például Szergej Karjakin vagy Dubov egykori edzője Szergej Sipov, az orosz válogatottból való kizárását követelték. Nyepomnyascsij szerint is „logikusabb lett volna”, ha Dubov a döntőre való felkészülés és a döntő idején „semleges” marad, de tárgyilagosan megjegyezte, hogy éppen azokban a játszmákban – a másodikban és a hatodikban – voltak jó esélyei, amelyek lépésválasztásaiban érződött Dubov hatása.